# Shin Soo-ji
Shin Soo-ji (8 de enero de 1991) es una exgimnasta y jugadora de bolos. surcoreana.

## Carrera
Ella competido en tres Campeonatos del Mundo, su mejor posición fue el puesto 17 en el All-around en los Campeonatos Mundiales de 2007. Fue miembro del equipo Olímpico y se clasificó para los juegos Olímpicos de Beijing 2008, pero no avanzó en el top 10 final. Finalizó 12º en los juegos Olímpicos de Beijing. Entrenó en Rusia con una gran carga financiera para su familia, pero en 2008 firmó contrato con Sema Sports Marketing.
En 2013 obtuvo fama mundial por ella primer lanzamiento ceremonial de estilo gimnasia que lanzó en un partido de béisbol entre los Osos Doosan y Samsung Leones en ella Estadio de Jamsil en Seúl, que se hizo viral en YouTube.

## Filmografía

### Espectáculos de variedades
- 2015: Running Man - invitada, ep. 257